# رايس كرسبيز
رايس كرسبيز (بالإنجليزية:  Rice Krispies)‏ (المعروف أيضًا باسم رايس بابلز في أستراليا ونيوزيلندا ) عبارة عن حبوب إفطار يتم تسويقها بواسطة كلوقز في عام 1927 وتم إصدارها للجمهور في عام 1928. يتكون رايس كريسبيز من الأرز المقرمش (معجون الأرز والسكر الذي يتم تشكيله في أشكال الأرز أو «التوت» مطبوخ، مجفف ومحمص)، جدران الحبوب رقيقة جدًا من الخارج وجوفاء من الداخل مما يجعلها مقددة وهشة.
لدى حبوب رايس كريسبيز تاريخ طويل من الإعلانات، حيث ترمز شخصيات الرسوم المتحركة سناب و كراكل و بوب للعلامة التجارية. في عام 1963، سجلت ذا رولينج ستونز أغنية قصيرة لإعلان تلفزيوني عن رايس كريسبيس.

## روابط خارجية
- موقع رسمي
- الموقع الكندي الرسمي للوصفات ومعلومات المنتج
- المكونات، المعلومات الغذائية - المملكة المتحدة
- المكونات، المعلومات الغذائية - الولايات المتحدة
- كيف تعمل
- الخطمي رايس كريسبي المعلومات والتجارية
- لماذا تذهب رايس كريسبيس «Snap! الخشخشة! البوب!»